# Pseudogaurax latimaculatus
Pseudogaurax latimaculatus är en tvåvingeart som beskrevs av Hall 1937. Pseudogaurax latimaculatus ingår i släktet Pseudogaurax och familjen fritflugor. Inga underarter finns listade i Catalogue of Life.